# Шахбанов, Айдемир Маликович
Айдемир Маликович Шахбанов (род. 20 сентября 1990 года) — российский тхэквондист, многократный чемпион России и Европы, главный тренер сборной Республики Дагестан по тхэквондо.

## Спортивная карьера
Тхэквондо начал заниматься с 1999 года, тренировался в ШВСМ Махачкалы у Магомедсаида Джамалудинова, вскоре перешли в ДЦБИ. В 2003 году выиграл первое первенство России среди юношей, а также и в 2004 году. В 2005 и 2007 году стал чемпионом России среди юниоров и чемпионом Европы. В 2008 году стал чемпионом России по ОВК и обладателем Кубка России среди взрослых, также в 2009 году выиграл молодёжный чемпионат России и чемпионат Европы в Испании. В 2010 и 2014 годах выиграл чемпионат России среди студентов и принимал участие в чемпионате мира. В 2011 и в 2012 становился чемпионом России среди взрослых. В 2011 году принимал участие на чемпионате мира в Кёнджу. В 2012 году принимал участие на чемпионате Европы в Манчестере. В 2015 году принимал участие на чемпионате мира в Челябинске и чемпионате мира среди военнослужащих. В 2018 году дважды принял участие и выиграл бои на чемпионате proTaekwondo в Пекине. С 2018 года является главным тренером сборной Дагестана. Также до 20 октября 2022 года был президентом федерации тхэквондо республики Дагестан.

## Спортивные достижения
- Чемпионат Европы по тхэквондо среди юниоров 2005 — ;
- Чемпионат Европы по тхэквондо среди юниоров 2007 — ;
- Кубок России по тхэквондо 2008 среди взрослых — ;
- Чемпионат России по тхэквондо 2008 (ОВК) — ;
- Чемпионат Европы по тхэквондо среди молодёжи 2009 — ;
- Чемпионат Европы по тхэквондо среди молодёжи 2010 — ;
- Чемпионат России по тхэквондо 2010 — ;
- Чемпионат России по тхэквондо 2011 — ;
- Чемпионат России по тхэквондо 2012 — ;
- Чемпионат России по тхэквондо 2014 — ;
- Чемпионат России по тхэквондо 2015 — ;
- Двукратный Победитель турнира proTaekwondo в Пекине — ;

## Личная жизнь
В 2007 году окончил школу №7 в г. Махачкале, респ. Дагестан. 
Женат, трое детей.